# Param Vir Chakra
De Param Vir Chakra is de hoogste onderscheiding voor dapperheid in de republiek India. De onderscheiding werd in 1950 door de Indiase president ingesteld voor "opvallende dapperheid in het oog van de vijand".
De ene graad en de achter de naam van de gedecoreerde gedragen letters "P.V.C." herinneren aan het Britse "Victoria Cross". Ook de Indische onderscheiding heeft een purperrood lint.Het lint is iets paarser dan dat van de Britse evenknie.
Op de medaille zijn vier drietanden afgebeeld. De drietand of "vajra" is een symbool en attribuut van de Hindoeïstische god van de oorlog Indra. Het is volgens de Vedische geschriften een "onoverwinnelijk" wapen. Zoals veel Indiase onderscheidingen zijn ook de dapperheidsonderscheidingen in drievoud ingesteld. Zie daarom ook: 
- De Param Vir Chakra
- De Maha Vir Chakra
- De Vir Chakra

## Dragers en postume benoemingen
De periode van onrust na de onafhankelijkheid
- Majoor Somnath Sharma (postuum)
- Tweede-luitenant Rama Raghoba Rane (Genie)
- Soldaat Piru Singh (postuum)
- Soldaat Jadunath Singh (postuum)
- Korporaal Karam Singh

De oorlog met China in 1962
- Majoor Shaitan Singh (postuum)
- Majoor Dhan Singh Thapa (Gurkha's)
- Soldaat Joginder Singh (postuum)

De oorlog met Pakistan in 1965
- Overste A.B. Tarapore (postuum)
- Soldaat Abdul Hamid (postuum)

De oorlog met Pakistan in 1971
- Majoor Hoshiar Singh
- Tweede-luitenant Arun Khetarpal (postuum)
- Luitenant N.J.S. Sekhon (postuum)
- Korporaal Albert Ekka (postuum)

Operaties in Kargil in 1999
- Kapitein Vikram Batra (postuum)
- Luitenant Manoj K. Pandey (postuum)
- Soldaat Yogender Singh Yadav
- Soldaat Sanjay Kumar

Operaties in dienst van de Verenigde Naties
- Kapitein G.S. Salaria (postuum)
- Soldaat Subedar Bana Singh,
- Majoor R. Parameswaran (postuum)